# Направление письма
Системы письменности различаются по тому, как текст графически разделяется на последовательно читаемые строки или столбцы. Существует три основных аспекта:
- Ось: располагаются ли строки горизонтально или вертикально.
- Выравнивание: как строка расположена относительно предыдущей: над или под ней по горизонтальной оси, слева или справа от неё по вертикальной оси.
- Направленность: где начинается строка: слева или справа по горизонтальной оси, сверху или снизу по вертикальной.

Направления письма:
синий цвет на карте — слева направо (сверху вниз);
оранжевый — справа налево (сверху вниз);
тёмно-зелёный — сверху вниз (справа налево);
бежевый (светло-оранжевый) — слева направо и справа налево;
светло-зелёный — сверху вниз и слева направо.

## Известные направления

### Слева направо
Направление слева направо является обычным направлением для большинства видов письменностей, в частности для латиницы и кириллицы.

### Справа налево
Письмо справа налево используется во многих языках Ближнего Востока и Южной Азии, например в арабском, иврите, персидском, урду и синдхи.

### Бустрофедон

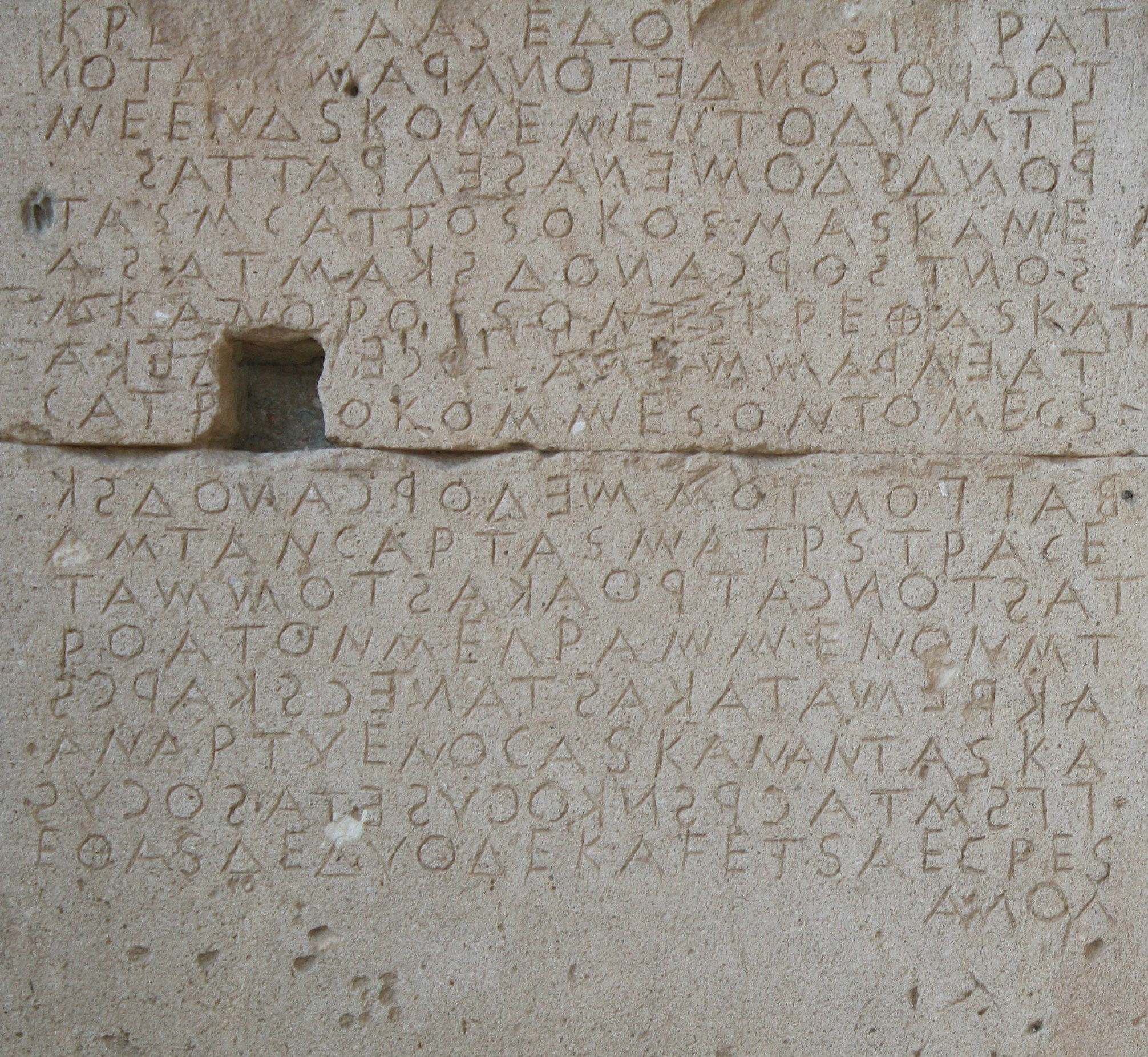
Гортинские законы — пример текста, записанного бустрофедоном на дорийском диалекте древнегреческого языка

Бустрофедон — направление письма, напоминающее движение быка с плугом на поле, то есть, если первая строка пишется слева направо, то вторая — справа налево, третья — снова слева направо и т. д. Зачастую при перемене направления буквы писались зеркально.
Бустрофедон встречается в памятниках лувийского, южноаравийского, этрусского, греческого, малоазийских, латинского, эгейского линейного письма А, авоиули и других видов письма.
В древнем андском письме и в ронго-ронго используется особый способ записи текста, который называется «перевёрнутый бустрофедон». В этом случае текст не отражается зеркально, а поворачивается на 180 градусов в каждой новой строке. На деревянных палочках с вырезанными венгерскими знаками» надпись на новой стороне также повёрнута вертикально по отношению к предыдущей.

### Вертикальное письмо, справа налево
Вертикальное письмо характерно для языков Восточной Азии. Старые китайские, корейские, японские и вьетнамские тексты записывались в виде вертикальных колонок, идущих справа налево. Сегодня, под влиянием западных языков, чаще пользуются горизонтальным письмом слева направо.
Kулитан, филиппинское письмо, также пишется сверху вниз и справа налево.

### Вертикальное письмо, слева направо
Согдийское письмо классического периода, произошедшее от него староуйгурское и потомки последнего, а также монгольское квадратное письмо пишутся сверху вниз, столбцы расположены слева направо.

### Вертикальное письмо снизу вверх. Разные направления при письме и чтении
Снизу вверх читаются древнейшие надписи древнеливийском письмом, надписи огамическим письмом на менгирах.
В Китае и Японии можно встретить надписи на асфальте, которые читаются снизу вверх, предназначенные для водителей транспорта. Такой способ нанесения надписей позволяет водителю читать символы от ближнего края к дальнему.
Некоторые Древнетюркское письмо#Орфография надписи на стелах также читаются снизу вверх. Стелы высекались с обычным древнетюркским направлением справа налево, а затем при установке поворачивались на 90°. Некоторые письменности на Филиппинах и в Индонезии, например хануноо и 
тагбанва, наоборот, традиционно пишутся строками, исходящими от автора, снизу вверх, но читаются горизонтально слева направо. (Также отличаются направления письма и чтения в текстах шрифтом Брайля, т. к. при письме точки прокалываются, и поскольку текст читается по выпуклым точкам, «писать» текст приходится с обратной стороны листа. Текст пишется справа налево, затем страница переворачивается, и текст читается слева направо.)

### Спиральное письмо
По спирали расположены знаки Фестского диска и некоторых схожих надписей. Существуют разные предположения о направлении чтения — от центра к краю или от края к центру.
В рисуночном письме шаба народа эрсу диаграммы интерпретируются, начиная с идеограммы в центре, затем по часовой стрелке.

## Сосуществование разных направлений письма и ориентаций знаков
Египетские иероглифы писались слева направо или справа налево; знаки животных и человека были обращены лицом к началу строки. Например, надпись: 
| M17 | G43 | A3 | M17 | D58 | E31 |

 следует читать слева направо (если повёрнуты направо, то читать надо справа налево), так как птица, человек и козлёнок смотрят в левую сторону.
В древнейших греческих надписях направление письма также разнится: слева направо, справа налево и бустрофедоном. Эти направления сосуществуют также в лидийских, этрусских и древнейших латинских памятниках. Зачастую при письме бустрофедоном знаки писались зеркально.
Горизонтальные и вертикальные направления сосуществовали в огамическом и древнетюркском письме. Знаки при этом поворачиваются на 90° в зависимости от направления. В современных письменностях, основанных на китайской, где выбор направления обусловлен контекстом. При этом поворачиваются только знаки препинания, а в японском и знак долготы гласного — тёон.
Согдийское письмо классического периода пишется сверху вниз, столбцы расположены слева направо. Это направление возникло от «семитского» направления, с поворотом страницы на 90° против часовой стрелки. В этом изменении исследователи традиционно видят китайское влияние.

## Смена направления письма и ориентации знаков
Шумерские тексты изначально представляли собой вертикальные столбцы, которые читались сверху вниз и справа налево. При этом пиктограммы, изображающие голову, ногу и т. п., были ориентированы «естественным образом». Затем знаки были повернуты на 90° против часовой стрелки и стали записываться горизонтальными строками слева направо и сверху вниз. Впервые это изменение произошло незадолго до аккадского периода, во времена Лугальзагеси, правителя Урука (2294—2270 гг. до н.э.). Вертикальный стиль сохранялся для монументальных целей на каменных стелах до середины второго тысячелетия.
В ранних рукописях лепча писали сверху вниз под влиянием китайского письма. Позже, хотя перешли на горизонтальный способ письма, буквы сохранили свою ориентацию, и тем самым повёрнуты на 90° по отношению к своим тибетским прототипам. Поворот, по-видимому, произошёл в XVIII веке.

## Блоки и лигатуры
В некоторых системах письма знаки группируются в блоки, причём направление внутри этих блоков может не совпадать с общим направлением письма. Египетские писцы стремились располагать иероглифы внутри воображаемого квадрата симметрично, избегая незаполненных промежутков. В квадрате верхний знак имеет первенство перед нижним. Например, порядок чтения знаков в слове: 
| S29 | R4 · X1 · Q3 | A2 | N35 · I9 |

 следующий:
| S29 | R4 | X1 | Q3 | A2 | N35 | I9 |

В хангыле буквы почти всегда объединяются в слоги. Буквы внутри слога расположены слева направо и сверху вниз по особым правилам. Расположение же слогов в тексте зависит от общего направления письма: горизонтального или вертикального.
В малом киданьском письме слова записывались блоками, включавшими от двух до семи иероглифов. Иероглифы которые писались внутри блока парами слева направо и сверху вниз, а если в блоке было нечётное число знаков, непарный иероглиф писался в центре под предыдущей парой. Слова были расположены сверху вниз и справа налево.
В брахми и произошедших от него тохарской, тибетской, непальской письменностях и сиддхаматрике сочетания согласных обычно записывались как составные знаки — вертикальные лигатуры, при этом слоги расположены слева направо.
Кроме того, порядок букв может не совпадать с порядком обозначаемых ими звуков. В языке пахау слог записывается, начиная с рифмы, а затем следует начальная согласная (или сочетание согласных). В инуктитутском брайле слоги вида «согласный + гласный» записываются в порядке «гласный + согласный», чтобы предупреждать неправильное прочтение согласного как конечного в слоге.

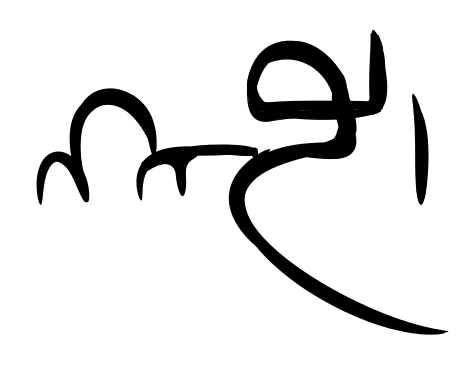
Записанное перевёрнутым образом среднеперсидское «hlmn» (Ахриман) письменностью пехлеви

Имя Ахримана в памятниках пехлеви IX—XII в., как и имя дьявола в арабской и арамейской традициях, записывалось вверх ногами «как знак презрения и брезгливости». 

## Юникод
В Юникоде предусмотрена поддержка письма «слева направо» и «справа налево», включая смешанное направление (однако отсутствует поддержка смешанного направления при вертикальном письме).

## См.также
Порядок байтов